# Clion (Indre)
Clion, también llamada Clion-sur-Indre, es una población y comuna francesa, en la región de  Centro, departamento de Indre, en el distrito de Châteauroux y cantón de Châtillon-sur-Indre.

## Demografía
| 1671 | 1561 | 1448 | 1387 | 1243 | 1156 |
| Para los censos de 1962 a 1999 la población legal corresponde a la población sin duplicidades (Fuente: INSEE [Consultar]) |      |      |      |      |      |